# Günter Hoge
Günter Hoge, genannt „Jimmy“, (* 7. Oktober 1940 in Berlin; † 6. November 2017 ebenda) war ein deutscher Fußballspieler. Er spielte sechsmal für die Nationalmannschaft der DDR.

## Sportliche Laufbahn

### Karrierebeginn und DDR-Meister mit Vorwärts Berlin
Hoge begann seine Fußballerkarriere in den Jugendmannschaften der SG Lichtenberg 47, von wo er 1958 im Alter von 18 Jahren zum DDR-Oberligisten ASK Vorwärts Berlin wechselte. Mit Vorwärts wurde der nur 1,69 Meter große Außenstürmer 1959 DDR-Juniorenmeister sowie 1960 und 1962 DDR-Meister. Sein Debüt in der DDR-Oberliga gab er im Meisterschaftsjahr 1960 am 27. März in der Begegnung des 2. Spieltages SC Einheit Dresden – ASK Vorwärts (1:3) als Einwechselspieler. Ein Jahr später wurde er in den Kader der DDR-Nachwuchsnationalmannschaft berufen, für die er am 27. Mai 1961 als Einwechselspieler in der Begegnung DDR gegen Dänemark (2:1) in Rostock ein U-23-Länderspiel bestritt. Zum ersten Mal in der A-Nationalmannschaft der DDR spielte Hoge als Linksaußenstürmer am 21. Juni 1961 im Freundschaftsspiel DDR – Marokko (1:2). Nach dem darauffolgenden Weltmeisterschaftsqualifikationsspiel DDR – Ungarn (2:3) verschwand er allerdings für sechs Jahre aus dem Kader.
Trotz seiner weithin geschätzten sportlichen Leistungen in puncto Ballsicherheit, Dribbelstärke und Schnelligkeit fiel der auch „Jimmy“ gerufene Hoge aufgrund seiner eher eigenwilligen und unorthodoxen Art bei Trainern und Funktionären in Ungnade. Er wurde daher im Juli 1962 zur eine Klasse tiefer spielenden DDR-Ligisten BSG Motor Köpenick abgegeben.

### Zeit in Köpenick – Pokalsieg 1968 mit Union Berlin
Nach dem Abstieg von Motor Köpenick zwei Jahre später in die Bezirksliga, also 1964, wechselte Hoge zum weiter in der DDR-Liga spielenden Lokalrivalen TSC Berlin. Am 20. Januar 1966 entstand aus dem TSC Berlin der neue 1. FC Union Berlin, mit dem Hoge am Ende der Saison 1965/66 unter Trainer Werner Schwenzfeier den Aufstieg und damit seine Rückkehr in die DDR-Oberliga feierte.
Als Unioner schaffte es Hoge auch wieder zurück ins Nationalteam und bestritt bis zu seinem letzten Länderspiel am 2. Februar 1968 gegen die Tschechoslowakei vier weitere Spiele für die Auswahl. Zwei dieser Partien waren parallel auch Begegnungen im Rahmen der Qualifikation für das olympische Fußballturnier 1968. Insgesamt spielte er im Rahmen der Ausscheidung für die Spiele in Mexiko-Stadt in vier Auftritten der Olympiaauswahl mit, die aber den Sprung zur Endrunde nicht schaffte. Bei einer Südamerika-Reise der A-Auswahl zu Jahresbeginn tat sich Hoge so hervor, dass die dortige Presse ihm den Spitznamen „motorneto“ („kleines Motorrad“) verlieh. Außerdem kam er am 26. September 1967, beim 2:1-Heimsieg gegen Ungarn, zu einem Einsatz in der B-Nationalelf der DDR.
Am 9. Juni 1968 wurde Hoge mit dem 1. FC Union nach einem 2:1-Sieg gegen den FC Carl Zeiss Jena überraschend FDGB-Pokalsieger. Zu diesem Zeitpunkt war er bereits bei den Anhängern im Stadion An der Alten Försterei zu einem der größten Zuschauerlieblinge avanciert.
Nach dem großen Pokalerfolg ging es in der Saison 1968/69 ganz schnell bergab. Aufgrund „disziplinarischer Verfehlungen“ (unter anderem Fahren ohne Führerschein) wurde Hoge „für die Zeit vom 17. Oktober 1968 bis 31. Mai 1969 für jeglichen Spiel- und Sportverkehr gesperrt“. In dem Beschluss des DFV hieß es unter anderem, dass Hoge „wiederholt unter Alkoholeinfluss stand“ und „seine Mannschaftskameraden gröblichst beleidigte“. Es war ihm laut der DFV-Urteilsbegründung nicht gelungen, „sein Verhalten im Rahmen des Kollektivs und im üblichen Leben unserer Gesellschaft zu verankern“.
Da Hoge zu diesem Zeitpunkt verletzungsbedingt noch nicht zum Einsatz gekommen war, bestritt er in der Saison 1968/69 kein einziges Spiel für die „Eisernen“. Seinen Mannschaftskollegen erging es auch nicht besser, denn der Verein stieg am Ende in die DDR-Liga ab. Dies bedeutete auch für den bis dahin erfolgreichen Trainer Werner Schwenzfeier die Entlassung.

### Ende der Spielerkarriere
In der Folgesaison ging es für Union und auch Hoge zunächst wieder aufwärts. Dem Verein gelang die Rückkehr in die Oberliga, und Hoge gehörte wieder zur Mannschaft. Nach dem Saisonende Sommer 1970 kam es jedoch zu einem Vorfall, der für Hoge in einem praktischen Berufsverbot mündete. Die Mannschaft des 1. FC Union fuhr zum Saisonabschluss gemeinsam an die Ostsee. Dort traf sich Hoge in einer Gaststätte mit seinem ehemaligen Trainer Schwenzfeier und stimmte – nach etlichem Alkoholgenuss – bei der Fernsehübertragung eines Länderspiels der bundesrepublikanischen Nationalmannschaft zu Spielbeginn das Deutschlandlied an. Dieser Vorfall wurde einige Zeit später der Staatssicherheit gemeldet.
Das Urteil des DDR-Fußballverbandes für den fast 30-jährigen Spieler lautete: Sechs Jahre Sperre für die Oberliga, zwei Jahre Sperre für die Liga, ein Jahr Sperre für die Bezirksliga. Damit war die Fußballerkarriere von „Jimmy“ Hoge, der noch zwei Jahre zuvor Nationalspieler gewesen war, beendet. Nachfolgend spielte Hoge noch drei Jahre von 1970 bis 1973 bei der BSG Motor Hennigsdorf – aufgrund der einjährigen Bezirksligasperre die erste Spielzeit 1970/71 sogar in der II. Mannschaft.
1971/72 schaffte er – dann in der I. Mannschaft spielend – mit der (meist im Schatten von Stahl Hennigsdorf stehenden) BSG Motor die Meisterschaft in der Bezirksliga Potsdam und den Aufstieg in die Liga. Hoges Sperre für die zweithöchste DDR-Spielklasse war auch just zu diesem Zeitpunkt abgelaufen. Aus der DDR-Liga stieg Motor Hennigsdorf ein Jahr später wieder ab. Damit beendete Hoge 1973 auch seine Karriere in den oberen Spielklassen des DDR-Fußballs, war in den Folgejahren aber noch teilweise als Ergänzungsspieler in den Mannschaften von IHB Berlin und der BSG Motor Friedrichshain aktiv.

### Sportliche Erfolge
- DDR-Meister: 1960, 1961/62
- DDR-Vizemeister: 1959
- FDGB-Pokalsieger: 1967/68

## Weiterer Werdegang
Es schloss sich eine Laufbahn als Trainer von Mannschaften in meist unteren Spielklassen an. Zuletzt coachte Hoge von 2001 bis 2006 den brandenburgischen Landesligisten MSV 19 Rüdersdorf.
„Jimmy“ spielte später in der Altherren-Mannschaft von Hertha BSC sowie in der Traditionself des 1. FC Union. Darüber hinaus war er seit Juli 2007 Trainer der AK 40-Altherrenmannschaft des KSV Johannisthal. Außerdem war er Ehrenmitglied des 1. FC Union Berlin.

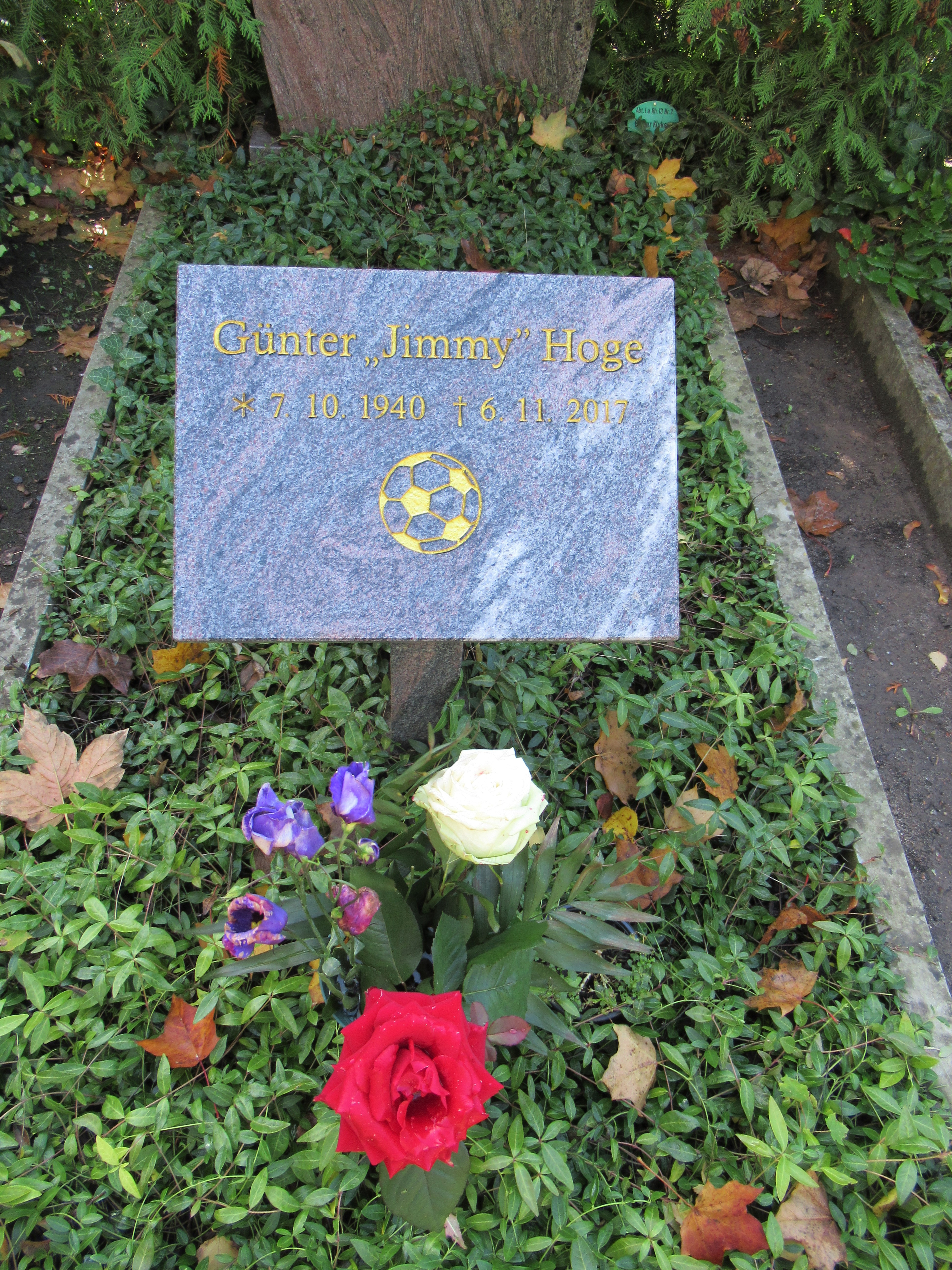
Günter Hoges Grabstein auf dem Friedhof Kaulsdorf

Hoge starb 2017 an den Folgen einer Krebserkrankung und wurde auf dem Friedhof Berlin-Kaulsdorf beigesetzt.